# Olazabal (Dima)
Olazabal es una entidad de población española del municipio de Dima, perteneciente a la provincia de Vizcaya, en la comunidad autónoma del País Vasco.

## Historia
Hacia mediados del siglo XIX, el lugar ya figuraba como barrio de Dima. Aparece descrito en el duodécimo volumen del Diccionario geográfico-estadístico-histórico de España y sus posesiones de Ultramar de Pascual Madoz con las siguientes palabras:

OLAZABAL: barrio en la prov. de Vizcaya, part. jud. de Durango, térm. de Dima.
(Madoz, 1849, p. 231)

En 2022, tenía empadronados 199 habitantes.